# 扎馬 (密西西比州)
扎馬（英語：Zama），又名艾爾斯（Ayres），是位於美國密西西比州阿塔拉縣的非建制地區。

## 歷史
扎馬的郵局於1891年設立，其後於1908年停運，1918年重啟後又於1964年結業。

## 地理
扎馬所處的海拔為高於海平面127米（即417英呎），而該地所採用的時區為UTC-6，即北美中部時區（CST）。同時該地設有夏令時間，為UTC-6調快一小時，即UTC-5（CDT）。